# Girard de Cros
Girard de Cros, mort le 7 juillet 1218, est un prélat français du XIIIe siècle, archevêque de Bourges. 

## Biographie
Girard de Cros est issu d'une maison distinguée d'Auvergne. 
Il est d'abord doyen de Clermont, puis archevêque de Bourges en 1209. Après la mort de Guillaume, l'archevêque de Bordeaux refuse de se soumettre à la primatie de Bourges. Girard confirme, comme primat, l'élection de plusieurs évêques. II reçoit l'hommage de Robert de Courtenay pour la terre de Mehun. Girard accompagne l'évêque de Clermont à la guerre contre les Albigeois. C'est lui qui réduit à douze les prébendes de Notre-Dame de Sales, une ancienne collégiale de Bourges[réf. souhaitée].
Il meurt en 1218, en revenant de Rome où il est allé solliciter la canonisation de son prédécesseur.